# Умбиликария
Умбилика́рия (лат. Umbilicaria) — род лихенизированных аскомицетов, входящий в семейство Умбиликариевые (Umbilicariaceae). Типовой род семейства.

## Описание
Листоватые лишайники. Таллом гетеромерный, в виде неправильной или грубо округлой пластинки или нескольких пластинок, кожистый. Корковый слой параплектенхимы или склероплектенхимы развит с обеих сторон. Нижняя поверхность слоевища морщинистая, с таллоконидиями, обычно прикреплена к субстрату гомфом. Апотеции лецидеевого типа, чёрные, возвышаются над слоевищем на короткой ножке, сидячие или, редко, немного погружённые в него, с гладким или неправильно бороздчатым диском.
Аски 1—8-споровые, споры коричневые или неокрашенные, чаще одноклеточные.
Эпилиты, реже эпискилы.
Фитобионты — зелёные водоросли рода Trebouxia.

## Систематика

### Синонимы
- Actinogyra Schol., 1934
- Agyrophora Nyl., 1896
- Gyromium Wahlenb., 1812, nom. superfl.
- Gyrophora Ach., 1803, nom. nov.
- Gyrophoromyces E.A.Thomas ex Cif. & Tomas., 1953
- Gyrophoropsis Elenkin & Savicz, 1910
- Llanoa C.W.Dodge, 1968
- Merophora Clem., 1909
- Omphalodiscus Schol., 1934
- Omphalosia Neck. ex Kremp., 1869, nom. inval.
- Parmophora M.Choisy, 1950

### Виды
Род объединяет до 100 видов. Некоторые из них:
- Umbilicaria altaiensis J.C.Wei & Y.M.Jiang, 1992 — Умбиликария алтайская
- Umbilicaria aprina Nyl., 1863 — Умбиликария кабанья
- Umbilicaria arctica (Ach.) Nyl., 1859 — Умбиликария арктическая
- Umbilicaria caroliniana Tuck., 1877 — Умбиликария каролинская
- Umbilicaria cinerascens (Nyl.) Nyl., 1869 — Умбиликария пепельно-сероватая
- Umbilicaria cinereorufescens (Schaer.) Frey, 1931 — Умбиликария пепельно-рыжеватая
- Umbilicaria coriacea Imshaug, 1957 — Умбиликария кожистая
- Umbilicaria crustulosa (Ach.) Lamy, 1878 — Умбиликария корочковая
- Umbilicaria cylindrica (L.) Delise, 1830 — Умбиликария цилиндрическая
- Umbilicaria decussata (Vill.) Zahlbr., 1932 — Умбиликария перекрещенная
- Umbilicaria depressa (Ach.) Duby, 1830 — Умбиликария прижатая
- Umbilicaria deusta (L.) Baumg., 1790 — Умбиликария обугленная
- Umbilicaria esculenta (Miyoshi) Minks, 1900 — Умбиликария съедобная
- Umbilicaria hirsuta (Sw. ex Westr.) Ach., 1794 — Умбиликария жёстковолосистая
- Umbilicaria krascheninnikovii (Savicz) Zahlbr., 1939 — Умбиликария Крашенинникова
- Umbilicaria havaasii Llano, 1950 — Умбиликария Гавааса
- Umbilicaria hyperborea (Ach.) Hoffm., 1796 — Умбиликария северная
- Umbilicaria laevis (Schaer.) Frey, 1931 — Умбиликария гладкая
- Umbilicaria leiocarpa DC., 1805 — Умбиликария гладкоплодная
- Umbilicaria lyngei Schol., 1934 — Умбиликария Люнге
- Umbilicaria microphylla (Laurer) A.Massal., 1852 — Умбиликария мелколистная
- Umbilicaria muehlenbergii (Ach.) Tuck., 1845 — Умбиликария Мюленберга
- Umbilicaria murina (Ach.) DC., 1805 — Умбиликария мышино-серая
- Umbilicaria nylanderiana (Zahlbr.) H.Magn., 1937 — Умбиликария Нюландера
- Umbilicaria polyphylla (L.) Baumg., 1790 — Умбиликария многолистная
- Umbilicaria polyrrhiza (L.) Ach., 1794 — Умбиликария многокорешковая
- Umbilicaria proboscidea (L.) Schrad., 1794 — Умбиликария хоботковая
- Umbilicaria pulvinaria (Savicz) Frey, 1931 — Умбиликария подушечная
- Umbilicaria subglabra (Nyl.) Harm., 1910 — Умбиликария гладковатая
- Umbilicaria subpolyphylla Oxner, 1968 — Умбиликария многолистоподобная
- Umbilicaria torrefacta (Lightf.) Schrad., 1794 — Умбиликария подсушенная
- Umbilicaria vellea (L.) Ach., 1794 — Умбиликария шерстистая
- Umbilicaria virginis Schaer., 1841 — Умбиликария девичья